# Sainte-Colombe-des-Bois
Pour les articles homonymes, voir Sainte-Colombe.
Sainte-Colombe-des-Bois est une commune française située dans le département de la Nièvre, en région Bourgogne-Franche-Comté.

## Géographie
Sainte-Colombe-des-Bois est un petit village de 136 habitants (recensement de 2020).
Outre le bourg, la commune regroupe quelques hameaux et habitations isolés : Berlière (la), Champdoux, Couthion, Détorbe (la), Espérance (l’), Ferrières, Folie (la), Fontaraby, Galonnerie (la), Geais (les), Gondonnerie (la), Jamards (les), Montoise (la), Suchet (le), Villarnault.

### Climat
Pour des articles plus généraux, voir Climat de la Bourgogne-Franche-Comté et Climat de la Nièvre.
En 2010, le climat de la commune est de type climat océanique dégradé des plaines du Centre et du Nord, selon une étude du Centre national de la recherche scientifique s'appuyant sur une série de données couvrant la période 1971-2000. En 2020, Météo-France publie une typologie des climats de la France métropolitaine dans laquelle la commune est exposée à un climat océanique altéré et est dans la région climatique  Centre et contreforts nord du Massif Central, caractérisée par un air sec en été et un bon ensoleillement. 
Pour la période 1971-2000, la température annuelle moyenne est de 10,7 °C, avec une amplitude thermique annuelle de 15,9 °C. Le cumul annuel moyen de précipitations est de 812 mm, avec 12,2 jours de précipitations en janvier et 7,8 jours en juillet. Pour la période 1991-2020, la température moyenne annuelle observée sur la station météorologique de Météo-France la plus proche, « Premery », sur la commune de Prémery à 21 km à vol d'oiseau, est de 11,1 °C et le cumul annuel moyen de précipitations est de 911,1 mm. 
La température maximale relevée sur cette station est de 40,5 °C, atteinte le 11 août 2003 ; la température minimale est de −15,1 °C, atteinte le 26 janvier 2007,,. 
Les paramètres climatiques de la commune ont été estimés pour le milieu du siècle (2041-2070) selon différents scénarios d'émission de gaz à effet de serre à partir des nouvelles projections climatiques de référence DRIAS-2020. Ils sont consultables sur un site dédié publié par Météo-France en novembre 2022.

## Urbanisme

### Typologie
Au 1er janvier 2024, Sainte-Colombe-des-Bois est catégorisée commune rurale à habitat très dispersé, selon la nouvelle grille communale de densité à sept niveaux définie par l'Insee en 2022.
Elle est située hors unité urbaine. Par ailleurs la commune fait partie de l'aire d'attraction de Cosne-Cours-sur-Loire, dont elle est une commune de la couronne,. Cette aire, qui regroupe 30 communes, est catégorisée dans les aires de moins de 50 000 habitants,.

### Occupation des sols
L'occupation des sols de la commune, telle qu'elle ressort de la base de données européenne d’occupation biophysique des sols Corine Land Cover (CLC), est marquée par l'importance des forêts et milieux semi-naturels (65,8 % en 2018), une proportion sensiblement équivalente à celle de 1990 (65,7 %). La répartition détaillée en 2018 est la suivante : forêts (65,7 %), terres arables (25,5 %), prairies (5,8 %), zones agricoles hétérogènes (2,9 %), milieux à végétation arbustive et/ou herbacée (0,1 %). L'évolution de l’occupation des sols de la commune et de ses infrastructures peut être observée sur les différentes représentations cartographiques du territoire : la carte de Cassini (XVIIIe siècle), la carte d'état-major (1820-1866) et les cartes ou photos aériennes de l'IGN pour la période actuelle (1950 à aujourd'hui).

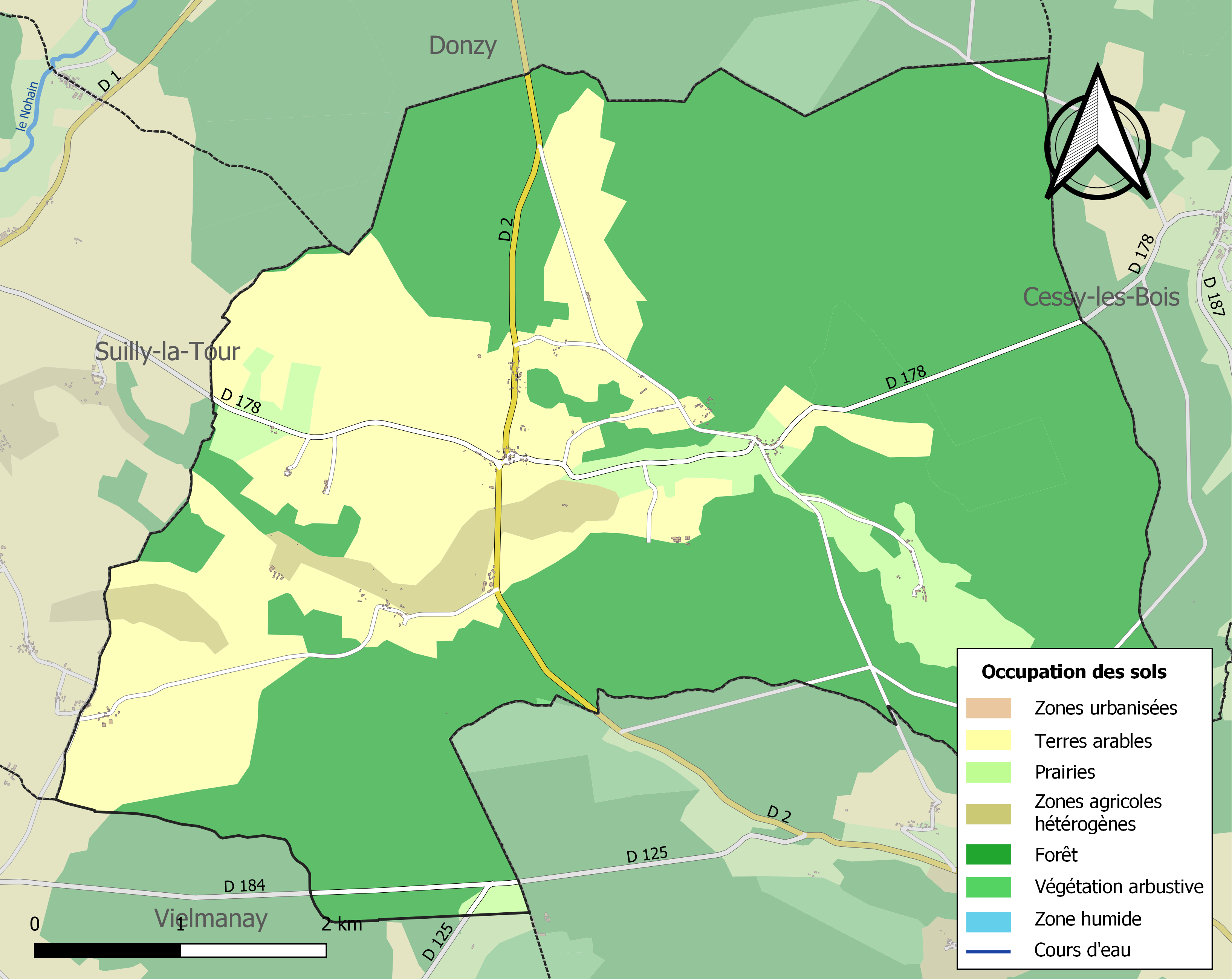
Carte des infrastructures et de l'occupation des sols de la commune en 2018 (CLC).

## Toponymie
Le nom de la commune rappelle celui de Colombe de Sens, jeune fille qui subit le martyre au IIIe siècle à Sens dans l'Yonne.
On relève les formes suivantes du nom de la commune : Sancta-Colomba-in-Nemoribus en 1535, Colombe des Bois pendant la Révolution française, de 1789 à 1800, Sainte-Colombe pendant la seconde moitié du XXe siècle. Le village reprit son nom d'origine en 2001.

## Histoire
- La première mention connue du nom de la commune remonte à 1535[16].
- En 1714, la seigneurie de Sainte-Colombe-des-Bois est acquise de la famille Chabannes par les chartreux de Bellary[17].
- En 1736, une plainte en justice est déposée par messire Florimond de Lavenne, chevalier, seigneur de Choulot, la Montoise et autres lieux, demeurant en son château de la Montoise, contre Hubert Chatel, manœuvre, maître de sa communauté pour rébellion[18].
- En 1906[19], le nombre d'habitants de Sainte-Colombe-des-Bois, qui compte 112 maisons, s'élève à 459 individus. La commune compte un instituteur et une institutrice, un garde champêtre, un garde forestier et trois cantonniers. Il n’y a que trois commerçants : 1 aubergiste, 1 limonadier et 1 épicière. Les artisans sont plus nombreux : 17 couturières, 4 maréchaux-ferrants, 4 charrons, 3 fendeurs, 3 lingères, 2 charbonniers, 2 basse-couriers[20], 2 meuniers, 1 scieur de long, 1 vigneron et 1 bocardier[21]. La catégorie socioprofessionnelle la plus représentée est celle des cultivateurs (37 individus), suivie par les domestiques (34), les bûcherons (28), les journaliers (17) et les fermiers (10). On recense également dans la commune 11 propriétaires, 2 employés, 2 négociants, 1 marchand de bois et 1 facteur de bois[22]. Au total, on relève à Sainte-Colombe 28 professions différentes. On n’y trouve, selon le recensement de 1906, ni curé ni médecin ni notaire ni sage-femme. Il n’y a aucun étranger dans la commune. Comme c’est souvent le cas dans la Nièvre, plusieurs familles du village accueillent un nourrisson né dans la capitale : il y a 51 « petits Paris » à Sainte-Colombe en 1906.

### Seigneurs
- François de Chabannes (1645)[23].
- Joachim de Chabannes, chevalier, seigneur de Sainte-Colombe-des-Bois, mort en 1685[24].
- François de Chabannes, chevalier (1705)[25].
- Chartreuse de Bellary (1714).

### Armorial

Famille de Chabannes[26].
Chartreuse de Bellary : « D'azur, à trois pommes de pin versées d'or[27] ».

## Politique et administration
| Période                                  | Période      | Identité        | Étiquette | Qualité     |
| ---------------------------------------- | ------------ | --------------- | --------- | ----------- |
| janvier 2012                             | en cours     | Michel Prêtre   | SE        | Agriculteur |
| mars 2001                                | janvier 2012 | Maurice Poursin | SE        | Agriculteur |
| 1995                                     | mars 2001    | Eric Bertrand   | SE        | Agriculteur |
| 1980                                     | 1995         | Marc Bertrand   | SE        | Agriculteur |
| Les données manquantes sont à compléter. |              |                 |           |             |

## Démographie
L'évolution du nombre d'habitants est connue à travers les recensements de la population effectués dans la commune depuis 1793. Pour les communes de moins de 10 000 habitants, une enquête de recensement portant sur toute la population est réalisée tous les cinq ans, les populations de référence des années intermédiaires étant quant à elles estimées par interpolation ou extrapolation. Pour la commune, le premier recensement exhaustif entrant dans le cadre du nouveau dispositif a été réalisé en 2007.

En 2022, la commune comptait 139 habitants, en évolution de +10,32 % par rapport à 2016 (Nièvre : −3,28 %, France hors Mayotte : +2,11 %).
| 1793 | 1800 | 1806 | 1821 | 1831 | 1836 | 1841 | 1846 | 1851 |
| ---- | ---- | ---- | ---- | ---- | ---- | ---- | ---- | ---- |
| 410  | 298  | 303  | 392  | 394  | 405  | 418  | 449  | 427  |

| 1856 | 1861 | 1866 | 1872 | 1876 | 1881 | 1886 | 1891 | 1896 |
| ---- | ---- | ---- | ---- | ---- | ---- | ---- | ---- | ---- |
| 463  | 497  | 527  | 555  | 608  | 587  | 545  | 552  | 483  |

| 1901 | 1906 | 1911 | 1921 | 1926 | 1931 | 1936 | 1946 | 1954 |
| ---- | ---- | ---- | ---- | ---- | ---- | ---- | ---- | ---- |
| 454  | 459  | 429  | 371  | 337  | 284  | 291  | 250  | 241  |

| 1962 | 1968 | 1975 | 1982 | 1990 | 1999 | 2006 | 2007 | 2012 |
| ---- | ---- | ---- | ---- | ---- | ---- | ---- | ---- | ---- |
| 201  | 182  | 155  | 156  | 147  | 122  | 132  | 133  | 118  |

| 2017 | 2022 | - | - | - | - | - | - | - |
| ---- | ---- | - | - | - | - | - | - | - |
| 132  | 139  | - | - | - | - | - | - | - |

## Lieux et monuments
- Église Sainte-Colombe classée à l'ISMH construite aux XIIIe et XVIe siècles avec une cloche datant de 1710 et cinq statues de pierre polychromes.
 Sur le mur reliant l'église au presbytère, une pierre de provenance inconnue porte l'inscription : « N ICY CE DONNE LE GRIS 1691 » (avec les N inversés). La même inscription pouvait se lire autrefois près de la cathédrale de Bourges ainsi qu'à Dun-sur-Auron (Cher) et est toujours restée mystérieuse. Selon certains auteurs, le mot "gris" désignerait le sel, selon d'autres le pain gris qu'on distribuait aux pauvres. Le presbytère, quant à lui, a été transformé en gîte rural.
- Sur la place de l'église, il y a un tilleul de Sully datant du XVIe siècle endommagé par une tornade au mois de mai 2007[32].
- Le village se trouve près de la troisième plus importante forêt du département de la Nièvre[réf. nécessaire] : la forêt de Bellary.

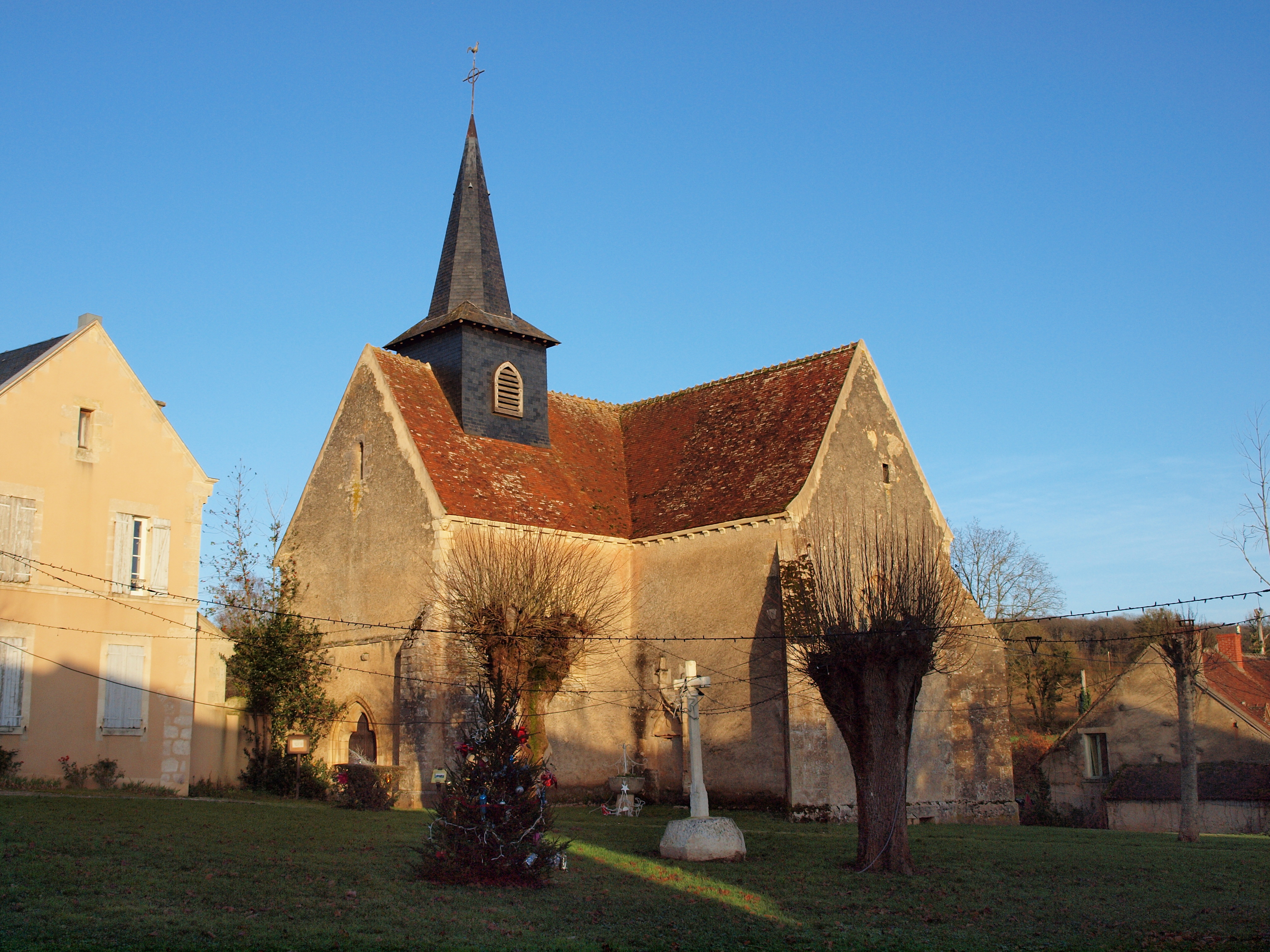
L'église Sainte-Colombe.
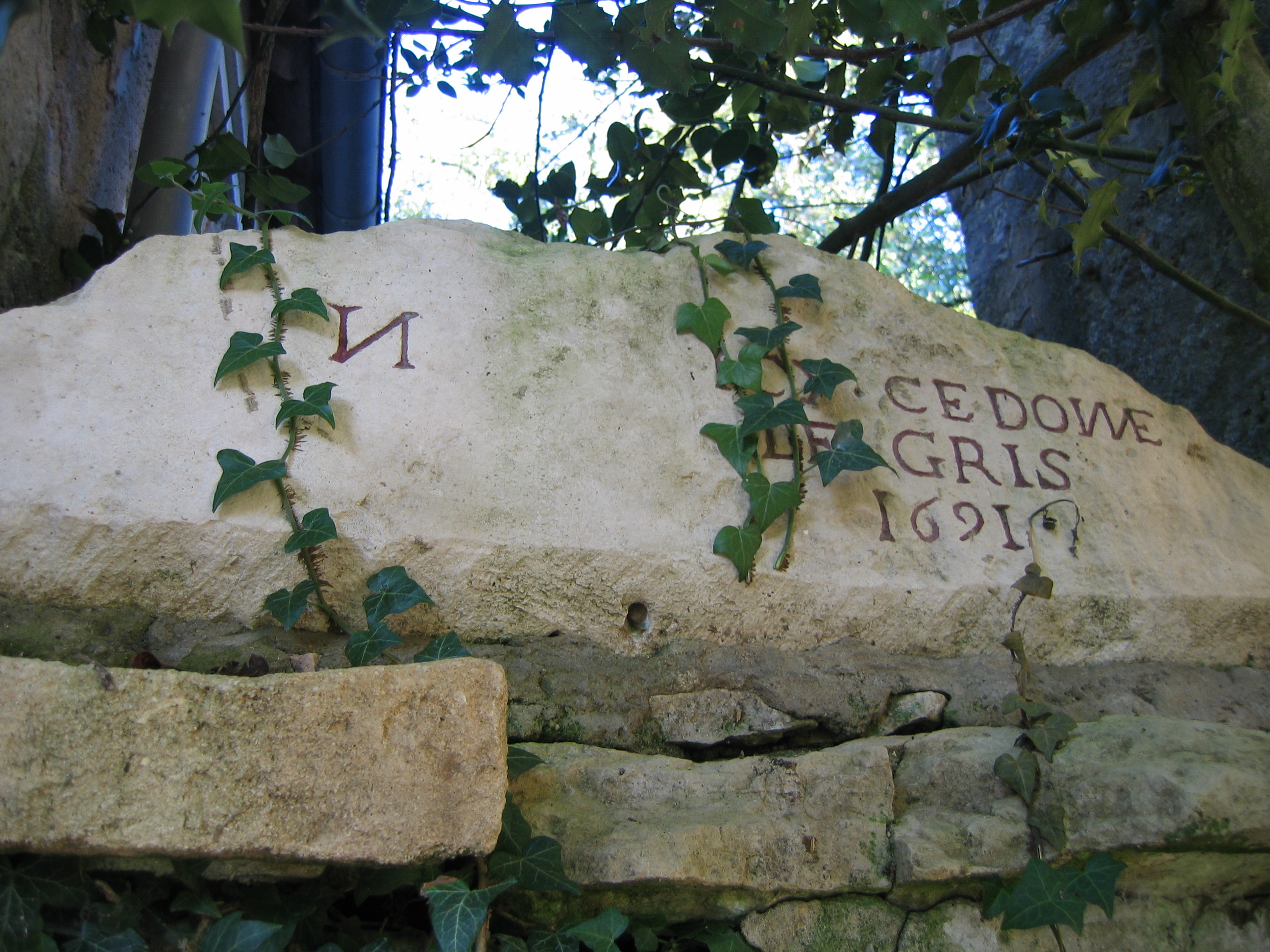
La pierre gravée.
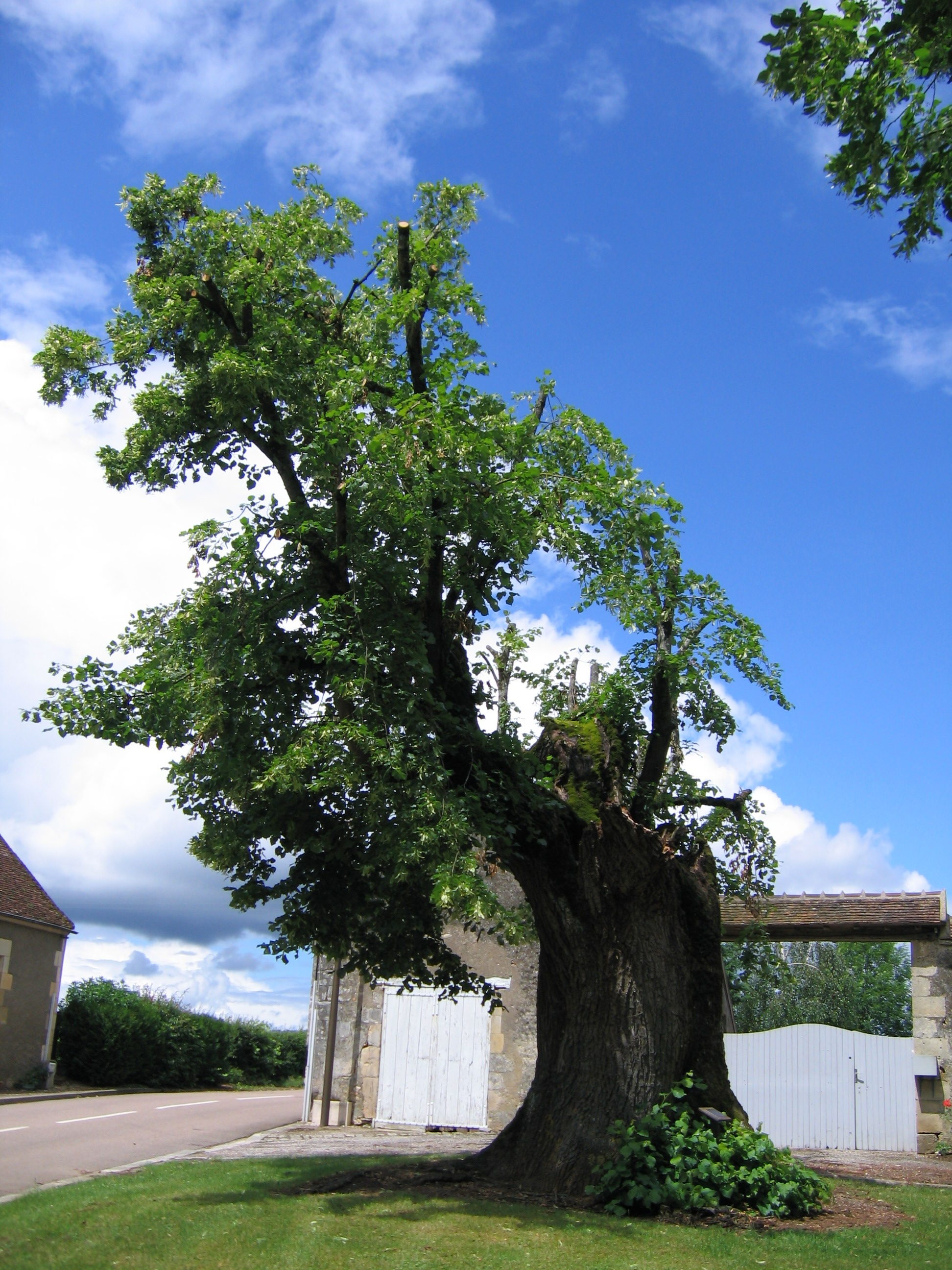
Le vieux tilleul datant du XVIe siècle.
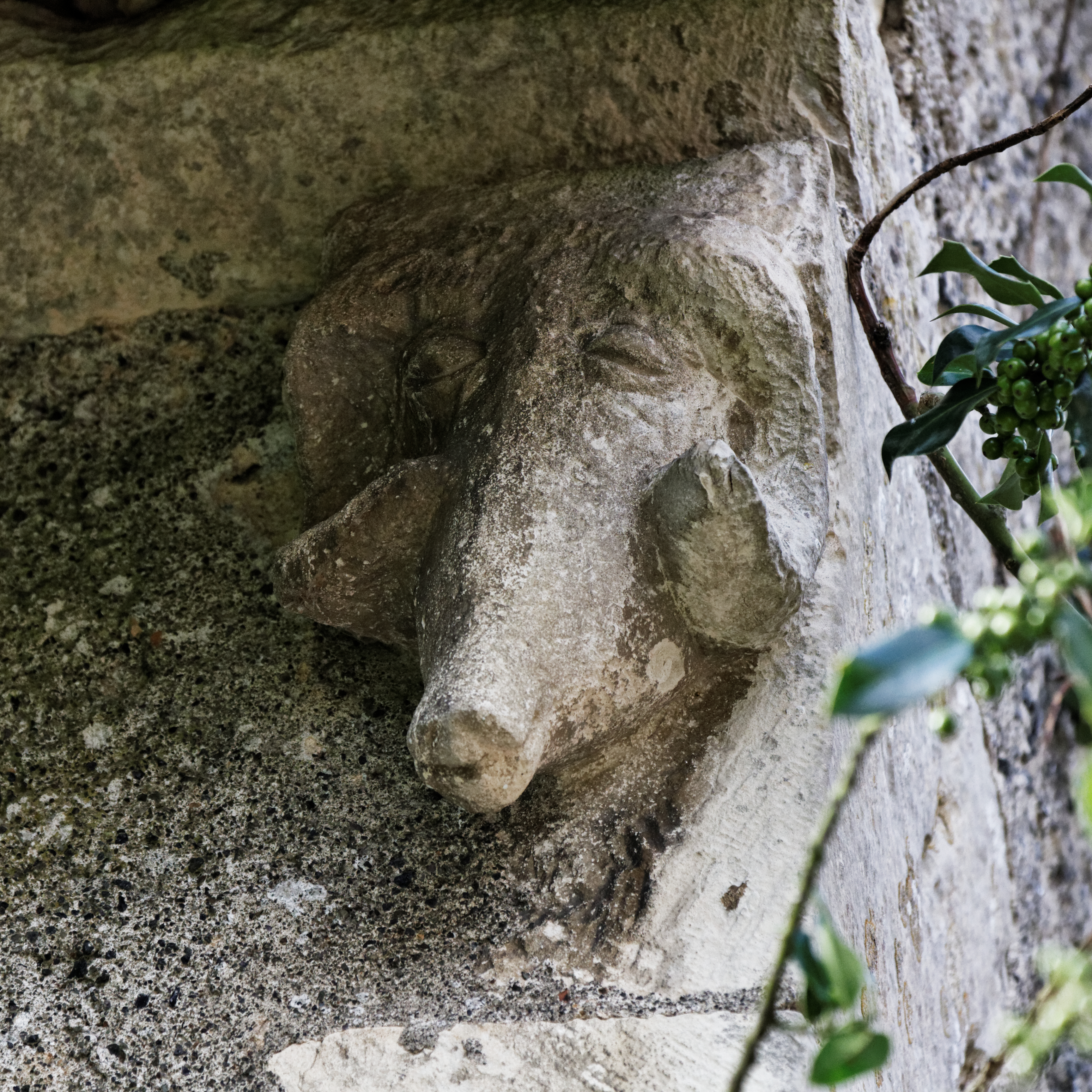
Détail de l'église.
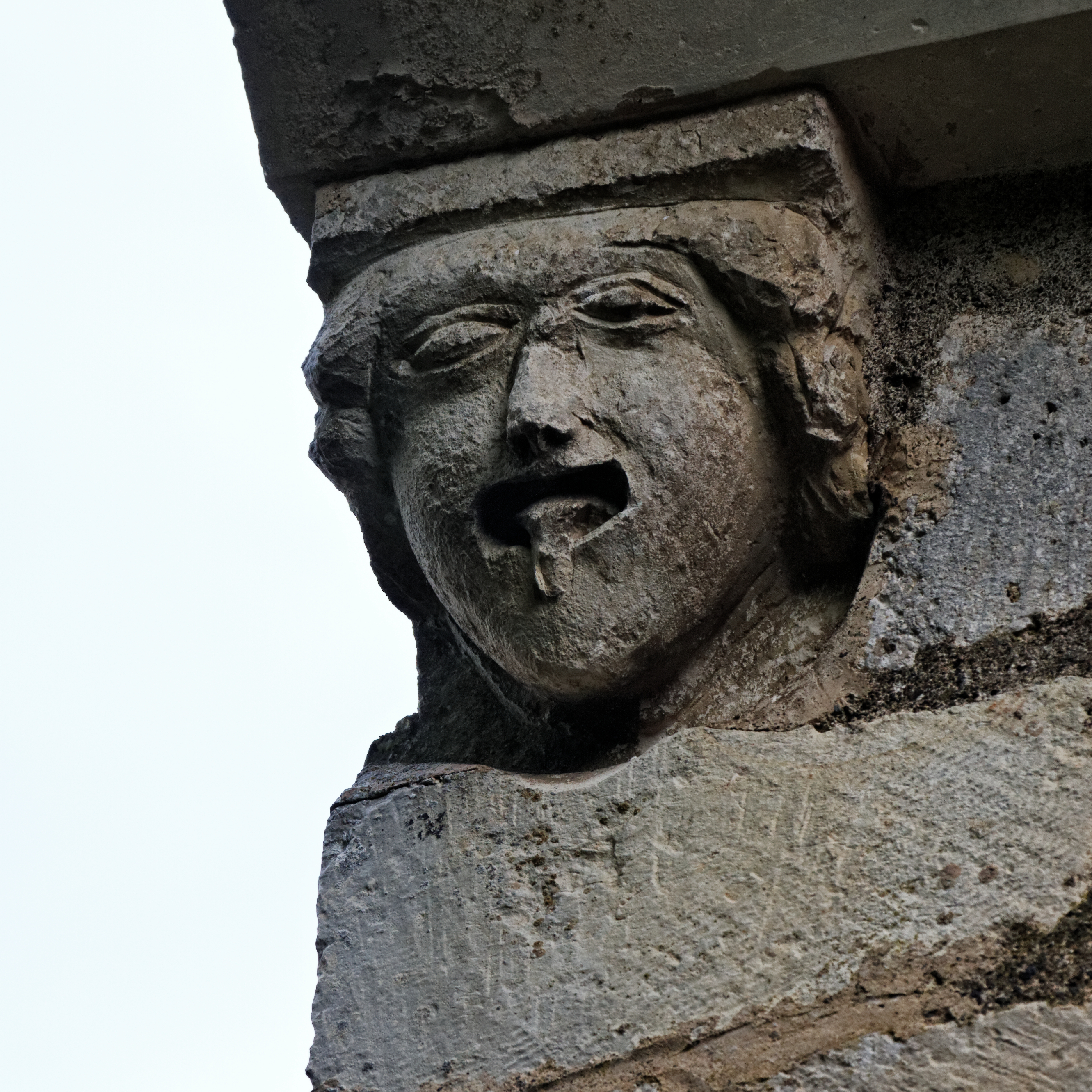

## Personnalités liées à la commune
- Henri Bidauld, peintre paysagiste du XIXe siècle, né à Sainte-Colombe-des-Bois le 20 février 1839. Cousin germain de Emile Guimet, il a fait du village de Rossillon (Ain) dont il était maire, un centre important de peinture au XIXe siècle un peu comme Barbizon (voir association Les Amis d'Henri Bidauld et les Peintres de Rossillon)
- Armand Martial (1884-1960), sculpteur[33], est inhumé au cimetière du village.
- Lucien Martial (1892-1987), frère du précédent, artiste peintre ayant demeuré dans la commune et inhumé également au cimetière du village. A peint de nombreuses vues des environs.
- Jacques Solness (1925-2010), le créateur des Jeux de 20 heures et autres émissions-jeux, habita le village.
- Louison Roblin (1930-2016), actrice, habita le village.